# Tempio di Giove Statore (VIII secolo a.C.)

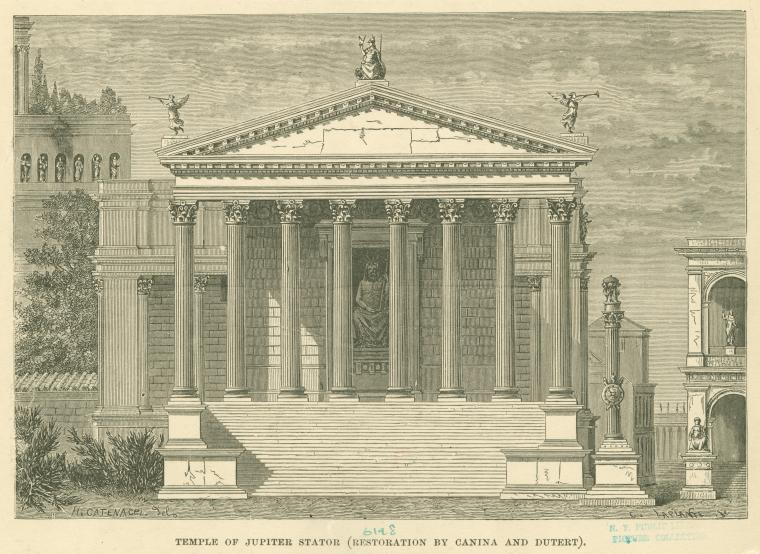
Idealizzazione del tempio di Giove Statore, nel Foro Romano

Il tempio di Giove Statore (l'attributo Stator significa "fermante", in relazione alla leggenda secondo cui Giove, invocato da Romolo nel corso della battaglia del lago Curzio, fermò i Romani che stavano fuggendo di fronte ai Sabini) era un antico tempio romano situato nell'area del Foro Romano.

## Storia
Il tempio venne fondato, secondo la tradizione, da Romolo dopo la battaglia nell'area del foro contro i Sabini attorno al 750 a.C., dopo il famoso ratto delle sabine. Durante la battaglia i romani vennero costretti a ritirarsi verso il Campidoglio risalendo la Via Sacra. Giunti all'altezza di Porta Mugonia Romolo pregò Giove, facendo voto di costruire un tempio nel caso in cui fosse riuscito a fermare l'avanzata sabina. I Romani riuscirono a resistere e a difendere la propria città sconfiggendo i Sabini.
In quel luogo Romolo fondò il tempio, probabilmente vicino o appena fuori da Porta Mugonia. Il santuario doveva assomigliare, più che ad un edificio templare, ad un altare circondato da un basso muro o da uno steccato.
Nel 294 a.C. Marco Attilio Regolo fece un voto in una situazione simile, quando i romani stavano perdendo contro i Sanniti. Miracolosamente riuscirono ad accerchiarli e a sconfiggere i nemici. Il tempio venne ricostruito probabilmente in stile ionico al posto dell'antico santuario.
Il tempio fu il luogo in cui si tenne la seduta del senato dell'8 novembre del 63 a.C.: in tale occasione, Cicerone pronunciò la prima delle quattro orazioni contro Catilina.
L'edificio andò a fuoco nel grande incendio di Roma durante il regno di Nerone nel luglio del 64.

## Posizione
Poiché il sito della Porta è sconosciuto, l'ubicazione del tempio non si può determinare con certezza. Le fonti scritte forniscono alcuni indizi, come la posizione vicina o appena fuori dalla Porta, verso la fine della Via Sacra o sul Palatino, il sito della casa di Romolo.
La teoria a lungo più accreditata è che il tempio fosse situato appena oltre l'arco di Tito, sul pendio del colle Palatino. Nel 1827 infatti è stata demolita una torre medievale costruita nell'area del foro, lasciando visibili le fondamenta di un antico edificio, le quali furono identificate come i resti del tempio di Giove Statore.
L'archeologo italiano Filippo Coarelli posiziona invece il tempio tra il tempio di Antonino e Faustina e la basilica di Massenzio, dove sorge il tempio del Divo Romolo. Il suo ragionamento si basa sul corso che seguiva la Via Sacra prima della costruzione del Tempio della Pace su quelli che vengono ora ritenuti i confini amministrativi della città. La posizione vicino all'arco di Tito sembrerebbe non adattarsi, tenendo in considerazione questi confini e i monumenti elencati dagli scrittori antichi, mentre è dato per certo che il tempio sorse sulla Via Sacra (sul lato destro secondo i Cataloghi regionari), così come il tempio del Divo Romolo, che quindi, secondo il Coarelli, andrebbe identificato proprio con il tempio di Giove Statore.
Studi recenti hanno dimostrato la datazione all'epoca della dinastia dei Severi (inizi III secolo) del basamento della costruzione vicina all'arco di Tito.